# Anna Ol'chovyk
Anna Mykolaïvna Ol'chovyk (in ucraino Анна Миколаївна Ольховик?; Kiev, 18 giugno 1987) è una cestista ucraina.

## Carriera
Con l'Ucraina ha disputato due edizioni dei Campionati europei (2017, 2019).